# Gimme Some Truth (canción)
«Gimme Some Truth» o «Give Me Some Truth», como el título originalmente apareció en portadas de discos - es una canción protesta escrita por John Lennon y Paul MCartney e interpretada por John Lennon. Fue lanzado por primera vez en 1971 en su álbum Imagine. Al igual que con una serie de canciones en ese álbum, la canción principal de serlo, "Gimme Some Truth" contiene evidentes referencias políticas emergentes desde el momento en que fue escrito, durante los últimos años de la guerra de Vietnam.

## Orígenes
El trabajo sobre la canción comenzó ya en enero de 1969 durante las sesiones de Get Back, que eventualmente se convertiría en Let It Be del grupo The Beatles. Las grabaciones del grupo en ese momento tenían que interpretar canciones para el álbum Let It Be y al mismo tiempo hacer grabaciones en solitario, por eso los miembros no disponían de tiempo para hacer representaciones de la canción "Gimme Some Truth".

## Letra
La canción expresa la frustración de Lennon con los políticos engañosos ("de pelo corto de vientre amarillo hijos de Tricky Dicky"-- Dicky Tricky era un apodo aplicado a Richard Nixon, por lo que la referencia es obvia-), con hipocresía, y con el chovinismo ("chovinistas con pequeños labios apretados mamá condescendiente de"). La canción resume algunos sentimientos muy generalizadas de la época, cuando la gente estaba en gran medida la participación en la protesta manifestaciones contra el gobierno.
"Gimme Some Truth" utiliza una referencia a la canción infantil "Old Mother Hubbard" (sobre una mujer que va a poner a su perro un hueso, sólo para descubrir que su armario está vacío) como verbo. Mención de la canción de "soft-soap" emplea el verbo coloquial en su sentido clásico - es decir, la adulación hipócrita que intenta convencer a alguien a hacer o pensar algo, como en el caso de los políticos que usan la retórica engañosa o seductora para sofocar disturbios públicos o para hacer propaganda injusta.

## Personal
En el lanzamiento oficial de la canción, el excompañero de Lennon en sus tiempos de Beatle, George Harrison toca la guitarra, con Klaus Voormann en el bajo.